# The Legend of Zelda: The Wind Waker
The Legend of Zelda: The Wind Waker (ゼルダの伝説 風のタクト Zeruda no Densetsu Kaze no Takuto, lit. "The Legend of Zelda: Baton of Wind"), er det niende spil i Nintendos The Legend of Zelda-serie. Spillet udkom til Nintendo GameCube i Japan i 2002 og i USA og Europa i 2003. En forbedret udgave af spillet, The Legend of Zelda: The Wind Waker HD, blev udgivet til Wii U i 2013.
I dette spil styrer man en dreng ved navn Link, der er en efterkommer af helten af samme navn i Ocarina of Time til Nintendo 64. Link modtager på sin ti års fødselsdag noget grønt tøj samt et sværd og et skjold, og hans lillesøster bliver bortført af en stor fugl. Link drager nu ud for at redde hende, og i løbet af spillet modtager han mange forskellige genstande, bl.a. bue, boomerang, jernstøvler, gribesnor mm.
I modsætning til de tidligere spil i serien, hvor helten rider rundt på hesten Epona, bruger Link i dette spil en talende båd til at komme fra ø til ø. Ved hjælp af en Wind Waker, en slags musikstok, kan Link skifte vindens retning og dermed manøvrere rundt i sin sejlbåd.
Spillet gør brug af den meget omtalte cel-shading grafikstil, som er en slags blanding af håndtegninger og computeranimation. Spillet minder om en slags tegneserieverden.
Mange fans af serien har ikke været begejstrede for dette spring i forhold til de tidligere spil, og deres klager til Nintendo har delvist resulteret i The Legend of Zelda: Twilight Princess, som benytter sig af en mere realistisk grafik.